# لوريتا هايرابتيان
لوريتا هايرابتيان تابريزي ((بالأرمنية: Լորետա Հայրապետեան)‏) (لغة فارسية: لرتا هايراپتيان تبريزى) هي ممثلة أرمينية إيرانية.

## مسيرتها
ولدت لوريتا عام 1911 في طهران. وفي سنة 1933 تزوجت من مدير المسرح المعروف عبد الحسين نوشين، وانضمت إلى النادي الإيراني للمسرح. هناك، ظهرت في العروض على نطاق واسع مثل مسرحيات (عطيل، فولبون، الطائر الأزرق، الغاز الخفيفة).
في عام 1953، سافرت لوريتا إلى الخارج مع زوجها بعد انقلاب 1953، وكان الزوجان يعيشان في موسكو لعدة سنوات، حيث دخل كلاهما التعليم؛ دخلت لوريتا المدرسة التمثيلية لجامعة موسكو الحكومية (مسرح موسكو للفنون)، في حين درس زوجها للحصول على درجة الدكتوراه في علم اللغة في معهد ماكسيم غوركي الأدب. وعندما عاد الزوجان إلى إيران بعد عدة سنوات، اقتحمت لوريتا عالم السينما وقدمت ستة أفلام كان أولها «ليلة التنفيذ» (دافود مولابور، 1970).
تركت لوريتا إيران في عام 1979 مع ابنها الوحيد من زوجها نوشين، وذهبت للعيش في فيينا بالنمسا، حيث توفيت في 29 مارس 1998.

## روابط خارجية
- لوريتا هايرابتيان على موقع IMDb (الإنجليزية)